# رود دودا
رود دودا (به انگلیسی: Doda River) یک رود در لداخ است که در هند واقع شده‌است.